# Старовейский, Станислав Костка
Стани́слав Ко́стка Старове́йский  (пол. Stanisław Kostka Starowieyski, 11 мая 1895, Устробна, Подкарпатское воеводство — 13 апреля 1941, Дахау, Бавария) — блаженный Римско-католической церкви, мученик.

## Биография
После окончания средней школы в 1914 году был призван в армию и принимал участие в битвах I Мировой войны возле Львова и Пшемысля. После воссоздания Польского государства принимал участие в формировании Войска Польского. Во время украинско-польской войны 1918—1919 годах участвовал в обороне львовской крепости. За заслуги на поле битвы был награждён серебряным крестом ордена «Виртути Милитари». После войны участвовал в католическом движении «Католическая акция».
После начала Второй мировой войны был арестован 19 июня 1940 года Гестапо и отправлен в концентрационный лагерь Дахау, где погиб 13 апреля 1941 года.

## Прославление
13 июня 1999 года Станислав Костка Старовейский был беатифицирован римским папой Иоанном Павлом II в группе 108 блаженных польских мучеников.
День памяти в Католической церкви — 12 июня.

## Источник
- Ks. bp dr Mariusz Leszczyński: Bł. Stanisław Kostka Starowieyski (1895—1941) jako działacz Akcji Katolickiej. W pierwszą rocznice beatyfikacji, Zamość 2000.